# HMS Stalker (D91)
HMS Stalker (D91) — эскортный авианосец типа «Эттакер», был одним из многих кораблей перестроенных Морской Комиссией США из не предназначенных для ведения боевых действий судов, авианосец был передан Королевскому ВМФ по программе ленд-лиза. Корабль был построен фирмой Western Pipe & Steel shipyards и спущен на воду 5 марта 1942 года в Сан-Франциско как USS Hamlin (AVG-15) позже его обозначение было изменено на ACV-15. 21 декабря авианосец был передан Королевскому флоту.
Переименованный в HMS Stalker (D91) авианосец стал играть жизненно важную роль в операциях Королевского флота в Атлантике. В сентябре 1943 года авианосец участвовал в высадке десанта в Салерно, оказывая эффективную воздушную поддержку наземным войскам. Stalker также принимал участие в Южно-Французской операции, а в сентябре 1945 года в операции «Tiderace».
29 декабря 1945 года авианосец вернулся в США, а 20 марта 1946 года он был выведен из состава ВМС США и продан компании Waterman Steamship Corporation, базирующейся в Мобиле, которая в свою очередь продала судно Нидерландам в августе 1947 года.
В Нидерландах авианосец был перестроен в торговое судно Riouw. В 1975 году судно было сдано на слом в Тайване.

## Конструкция
Во время Второй мировой войны на вооружении Королевского флота находилось девять эскортных авианосец типа «Эттакер». Они были построены между 1941 и 1942 годами компаниями Ingalls Shipbuilding, Seattle-Tacoma Shipbuilding Corporation и Western Pipe & Steel shipyards в Соединенных Штатах.
Корабли имели экипаж из 646 человек. В отличие от кораблей британской постройки, они были оборудованы современной прачечной и парикмахерской. Традиционные гамаки были заменены трехъярусными кроватями, по 18 в кубрике, они могли быть подняты для обеспечения дополнительного пространства.
Размеры корабля: длина 150,04 м, ширина 21,2 м и осадка 7,09 м. Максимальное водоизмещение 11 600 тонн. Силовая установка состояла из двух паровых турбин, работающих на один вал, выдающих мощность в 8500 лошадиных сил. Это обеспечивало кораблю скорость в 17-18 узлов.
Все авианосцы этого типа имели вместимость до 24 противолодочных самолётов и истребителей, например: британские Hawker Sea Hurricane, Supermarine Seafire и Fairey Swordfish, а также американские Grumman Wildcat, Vought F4U Corsair и Grumman Avenger. Точный состав авиагруппы зависел от поставленной перед авианосцем цели. Надстройка состояла из небольшого острова с мостиком управления полетами, размещавшегося по правому борту над полетной палубой. Остров имел размеры 137 на 37 м. Авианосец оснащался двумя самолётными подъемниками размером 13 на 10 м и девятью аэрофинишерами. Самолёты размещались в ангаре размером 79 на 19 м.
Вооружение корабля было сосредоточено на противовоздушной обороне и состояло из двух одиночных 4-дюймовых зенитных орудий, восьми 40-мм пушек «Бофорс» в спаренных установках и двадцать одного 20-мм автомата «эрликон» в одиночных или спаренных установках.